# Pyriproxifen

Strukturformel för pyriproxifen.

Pyriproxifen är en pyridin-baserad pesticid som har konstaterats effektiv mot en mängd leddjur. Ämnet introducerades i USA 1996 för att skydda bomullsodlingar mot vita flygare, och har också konstaterats effektivt för att skydda andra grödor. Det används också för att förhindra sällskapsdjur att drabbas av flugor.
Pyriproxifen är en analog till ett juvenilhormon (en grupp av acykliska seskviterpenoider som reglerar många aspekter av insekters fysiologi) och är ett växtreglerande ämne för insekter. Det förhindrar larver från att utvecklas till vuxna individer och förhindrar dem därmed från att föröka sig.
I USA marknadsförs pyriproxifen ofta under varunamnet Nylar. I Europe säljs det under varunamnen Cyclio (av Virbac) och Exil Flea Free TwinSpot (av Emax).

## Användning i Brasilien från 2014
Med början 2014 spreds pyriproxifen i vattentäkter i Brasilien för att bekämpa utbredningen av mygglarver. Detta var i linje med World Health Organizations (WHO:s) Pesticide Evaluation Scheme (WHOPES) för larvicider.
I januari 2016 kritiserades användningen av pyriproxifen i Brasilien av Associação Brasileira de Saúde Coletiva (Abrasco), Brasilianska folkhälsoorganisationen, som menade att ämnet har teratogen verkan och är ett hormonstörande ämne, och därför inte borde tillåtas i dricksvatten.
3 februari 2016 spreds ett rykte om att pyriproxifen, och inte zikaviruset, är orsaken till mikrocefali-epidemin i Brasilien 2015-2016. Dessa påståenden fick medial uppmärksamhet, men det påpekades av flera forskare att inga tecken på missbildningar hade upptäckts vid djurförsök med pyriproxifen.

### Fotnoter
1. ↑  Ishaaya, I; Horowitz, AR (1995). ”Pyriproxyfen, a Novel Insect Growth Regulator for Controlling Whiteflies : Mechanisms and Resistance Management”. Pestic. Sci. 43 (3):  sid. 227–232. doi:10.1002/ps.2780430308.
2. ↑  ”PyriproxyfenGeneral Fact Sheet”. National Pesticide Information Center, Oregon State University Extension Services. http://npic.orst.edu/factsheets/pyriprogen.html.
3. ↑  "Technical instructions for the utilization of the larvicide pyriproxyfen (0.5 G) for the control of Aedes aegypti", Brazilian Ministry of Health
4. ↑  ”WHOPES-recommended compounds and formulations for control of mosquito larvae (25 October 2013)”. Arkiverad från originalet den 22 februari 2016. https://web.archive.org/web/20160222235133/http://www.who.int/whopes/Mosquito_Larvicides_25_Oct_2013.pdf?ua=1. Läst 16 februari 2016.
5. ↑  ”Nota técnica sobre microcefalia e doenças vetoriais relacionadas ao Aedes aegypti: os perigos das abordagens com larvicidas e nebulizações químicas – fumacê”. Associação Brasileira de Saúde Coletiva. Arkiverad från originalet den 7 juni 2016. https://web.archive.org/web/20160607201944/https://www.abrasco.org.br/site/2016/02/nota-tecnica-sobre-microcefalia-e-doencas-vetoriais-relacionadas-ao-aedes-aegypti-os-perigos-das-abordagens-com-larvicidas-e-nebulizacoes-quimicas-fumace/. Läst 16 februari 2016.
6. ↑  "Report from Physicians in the Crop-Sprayed Villages regarding Dengue-Zika, microcephaly, and mass-spraying with chemical poisons", Coordinator: Dr. Medardo Avila Vazquez
7. ↑  Forskare undersöker om insektsgift orsakat fosterskador i Brasilien, Sveriges radio 2016-02-16